# Albaida del Aljarafe
Albaida del Aljarafe és una localitat de la província de Sevilla, Andalusia, Espanya. L'any 2005 tenia 2500 habitants. La seva extensió superficial és d'11 km² i té una densitat de 202 hab/km². Les seves coordenades geogràfiques són 37º 25 N, 6° 10′ O. Està situada a una altitud de 162 metres i a 20 kilòmetres de la capital de la província, Sevilla.

## Demografia
| 1996  | 1998  | 1999  | 2000  | 2001  | 2002  | 2003  | 2004  | 2005  | 2006  |
| ----- | ----- | ----- | ----- | ----- | ----- | ----- | ----- | ----- | ----- |
| 1.841 | 1.814 | 1.819 | 1.820 | 1.840 | 1.833 | 2.029 | 2.157 | 2.231 | 2.351 |